# Guido Eickelbeck
Guido Eickelbeck (Keulen, 9 december 1965) is een Duits voormalig professioneel wielrenner. Hij kwam één seizoen uit voor Team Deutsche Telekom, en reed verder enkel voor kleinere ploegen.
Eickelbeck werd in 1990 derde op het Duitse kampioenschap veldrijden bij de elite. Hij behaalde geen enkele professionele overwinning. Na zijn carrière als wielrenner bekleedde hij diverse functies bij verschillende wielerploegen, en begon uiteindelijk een wielerwinkel.

## Resultaten in voornaamste wedstrijden
| Jaar | Gent-Wevelgem |
| ---- | ------------- |
| 1989 | 82e           |